# Brun fingerborgsblomma
Brun fingerborgsblomma (Digitalis ferruginea) är en art i familjen grobladsväxter och förekommer i sydöstra och södra Europa, samt i västra Asien. Arten odlas ibland som trädgårdsväxt i Sverige.

## Synonymer
- Digitalis aurea Lindley
- Digitalis brachyantha Grisebach
- Digitalis ferruginea f. membranaceoviolacea A.Sigunov
- Digitalis gigantea d'Urville